# Prvenstvo LjNP 1935-1936
Il Prvenstvo Ljubljanske nogometne podzveze 1935./36. (it. "Campionato della sottofederazione calcistica di Lubiana 1935-36") fu la diciassettesima edizione del campionato organizzato dalla Ljubljanska nogometna podzveza (LjNP).
Lo stesso giorno in cui si è concluso il Državno prvenstvo 1934-1935, sono iniziate le gare di qualificazione al nuovo campionato nazionale. I club vennero divisi in cinque gironi (gare disputate dal 1º settembre al 1º dicembre 1935) che qualificarono 8 squadre al campionato.

Ma nella riunione della JNS del 15 dicembre 1935, venne deciso di cambiare format al campionato nazionale: non più girone unico, bensì eliminazione diretta fra le vincitrici delle 14 sottofederazioni. Quindi i risultati dei precedenti 5 gironi vengono annullati e le principali squadre del Regno di Jugoslavia tornano a gareggiare nei rispettivi campionati sottofederali.

Questi avvenimenti portarono la Prvi razred a tornare, per questa stagione, il campionato di primo livello.
Le squadre partecipanti furono 10: vennero divise in due gruppi le cui prime due classificate approdarono al quadrangolare finale.
Il vincitore fu il SK Lubiana, club nato nell'aprile 1936 dalla fusione fra ASK Primorje e SK Ilirija, al suo primo titolo nella LjNP. Questa vittoria diede ai bianco-verdi l'accesso al campionato nazionale 1935-36.

## Prima fase

### Gruppo Lubiana
|                                                                             | Pos. | Squadra          | Pt | G | V | N | P | GF | GS | QR    |                          |
| --------------------------------------------------------------------------- | ---- | ---------------- | -- | - | - | - | - | -- | -- | ----- | ------------------------ |
|                                                                             | 1.   | Primorje Lubiana | 15 | 8 | 7 | 1 | 0 | 32 | 8  | 4,000 | Ammesso al girone finale |
|                                                                             | 2.   | Hermes Lubiana   | 13 | 8 | 6 | 1 | 1 | 30 | 9  | 3,333 | Ammesso al girone finale |
|                                                                             | 3.   | Celje            | 7  | 8 | 3 | 1 | 4 | 11 | 11 | 0,500 |                          |
|                                                                             | 4.   | Korotan Kranj    | 5  | 8 | 2 | 1 | 5 | 16 | 29 | 0,551 |                          |
|                                                                             | 5.   | Ilirija          | 0  | 8 | 0 | 0 | 8 | 0  | 21 | 0,000 |                          |
| Dopo la prima fase, Primorje ed Ilirija si fondono a formare il SK Lubiana. |      |                  |    |   |   |   |   |    |    |       |                          |

### Gruppo Maribor
|  | Pos. | Squadra            | Pt | G | V | N | P | GF | GS | QR    |                          |
|  | ---- | ------------------ | -- | - | - | - | - | -- | -- | ----- | ------------------------ |
|  | 1.   | Železničar Maribor | 13 | 8 | 4 | 1 | 1 | 22 | 11 | 2,000 | Ammesso al girone finale |
|  | 2.   | ČSK Čakovec        | 9  | 8 | 4 | 1 | 3 | 22 | 18 | 1,222 | Ammesso al girone finale |
|  | 3.   | 1.SŠK Maribor      | 9  | 8 | 4 | 1 | 3 | 28 | 24 | 1,166 |                          |
|  | 4.   | Athletik Celje     | 6  | 8 | 3 | 0 | 5 | 15 | 30 | 0,500 |                          |
|  | 5.   | Rapid Marburg      | 3  | 8 | 1 | 1 | 6 | 19 | 22 | 0,863 |                          |

## Girone finale
|                   | Pos. | Squadra            | Pt | G | V | N | P | GF | GS | QR    |
| ----------------- | ---- | ------------------ | -- | - | - | - | - | -- | -- | ----- |
|                   | 1.   | SK Lubiana         | 9  | 6 | 4 | 1 | 1 | 16 | 8  | 2,000 |
|                   | 2.   | ČSK Čakovec        | 6  | 6 | 3 | 0 | 3 | 17 | 12 | 1,416 |
|                   | 3.   | Železničar Maribor | 5  | 6 | 2 | 1 | 3 | 8  | 12 | 0,615 |
|                   | 4.   | Hermes Lubiana     | 4  | 6 | 2 | 0 | 4 | 10 | 19 | 0,526 |
| Fonte: exyufudbal |      |                    |    |   |   |   |   |    |    |       |

Legenda:
      Campione della sottofederazione di Lubiana e ammesso al campionato nazionale 1935-36.
      Retrocesso nella classe inferiore.
Note:
Due punti a vittoria, uno a pareggio, zero a sconfitta.
La partita di ritorno tra SK Lubiana e ČŠK non è mai stata disputata, perché il ČŠK ha presentato ricorso per la gara di andata a causa della presenza di Jože Grintal in posizione irregolare. Alla gara di ritorno è stato assegnato il 3−0 a tavolino a favore del ČŠK dato che il SK Lubiana non si è presentato.